# Bote Fé
O “Bote Fé” é um conjunto de ações que congrega a Igreja, o Poder Público e a sociedade civil em torno da visita da Cruz Peregrina e do Ícone de Nossa Senhora, símbolos oficiais da JMJ (Jornada Mundial da Juventude).

O projeto “Bote Fé”, é aberto à criatividade e às condições de cada Diocese, possui três grandes eixos: a celebração, a formação e a ação social. O projeto, que tem fundamentação religiosa cristã católica, busca incentivar a produção de conhecimento e a valorização da cultura.

## Eventos Bote Fé 2013
As principais cidades do país recebem a peregrinação dos símbolos da Jornada Mundial da Juventude, ficando a cargo de cada uma delas promover o evento da melhor forma. Dentre elas se destacam: São Paulo/SP, Recife/PE, Curitiba/PR, Florianópolis/SC, Natal/RN, Santa Maria/RS.

## Ligações Externas
Página Oficial da Jornada Mundial da Juventude